# Sven Sahlsten
Sven Johan Folke Sahlsten, född 18 februari 1908 i Örebro, död 24 november 1950 i Örebro, var en svensk målare.
Sahlsten studerade vid Harald Ericsons konstskola i Örebro och vid Konstakademin i Stockholm för Isaac Grünewald samt i Paris. Han  företog därefter studieresor till Frankrike och Spanien. Hans konst består av stadsmotiv, interiörer, och blomsterstilleben. Sahlsten är representerad vid Örebro läns museum och Örebro läns landsting. Han är gravsatt på Längbro kyrkogård i Örebro.